# Thunder Force IV
Thunder Force IV ist der letzte Teil der Reihe von Technosoft auf dem Sega Mega Drive und stellt laut Meinung der damaligen Fachpresse einen „Meilenstein“ dar. In Nordamerika wurde es unter dem Titel Lightening Force: Quest for the Darkstar veröffentlicht.

## Spielinhalt
In seinem Ablauf ist es ein typischer, von links nach rechts scrollender Shooter mit futuristischem Hintergrund. Der Soundtrack, welcher bereits im Vorgänger Thunder Force III gelobt wurde, ist erneut verbessert worden. Auch wurden die technischen Möglichkeiten des Mega Drive weitestgehend ausgenutzt (bspw. zahlreiche scrollende Hintergrundebenen, viele Details im Vordergrund).
Eine Besonderheit stellte das Level-Auswahlsystem zu Beginn des Spiels dar. Der Spieler konnte bestimmen, in welcher Reihenfolge er die ersten vier Level des Spiels spielen wollte. Das Spiel muss standardmäßig mit (je nach Spielstufe) bis zu vier Leben geschafft werden. Dabei gibt es jedoch einen Trick, der auch als Easter Egg angesehen werden kann. Denn wenn der Spieler die Lebensanzahl auf 0 stellt, wird das Spiel mit 99 Leben begonnen.
Als eines der ersten Mega-Drive-Spiele war Thunder Force IV mit einer Regionalsperre versehen. Das japanische Spiel lief also auch nur auf japanischen Konsolen. Einige Versandhändler boten daher damals einen Umbau des europäischen Mega Drives an und bezogen sich in ihrer Werbung ausdrücklich auf Thunder Force IV.

## Wertungen
Die Gamers (2/93) vergab die Gesamtnote 2. Grafik und Gameplay wurden in der Einzelwertung mit jeweils 1- bewertet.
Die Powerplay (10/92) vergab 85 %. Die Grafik erhielt dabei 84 %, der Sound 79 %.
Die Video-Games (9/92) benotete das Spiel ebenfalls mit 85 %. Grafik: 86 %, die Musik erhielt 84 %